# Huruiești
Huruiești est une commune roumaine située dans le județ de Bacău.